# Liste privatrechtlicher Unternehmen mit deutscher Bundesbeteiligung
Die Liste privatrechtlicher Unternehmen mit Bundesbeteiligung in Deutschland enthält die wirtschaftlich tätigen juristischen Personen des Privatrechts, an denen die Bundesrepublik Deutschland beteiligt ist. Die Anteile am Unternehmen können teilweise oder vollständig vom Bund gehalten werden. Die aufgeführten Firmen sind teilweise verbundene Unternehmen im Sinne des § 15 Aktiengesetz. Unternehmen, an denen der Bund über die Deutsche Bahn mittelbar beteiligt ist, sind in der Liste der Unternehmen im DB-Konzern aufgelistet und hier nicht gesondert aufgeführt. Die Liste ist nicht vollständig.
Mit Stand 31. Dezember 2021 führte der Bund und die Sondervermögen des Bundes 117 unmittelbare Beteiligungen an Unternehmen mit Geschäftstätigkeit und hatte 389 mittelbaren Beteiligungen, deren Anteil an der jeweiligen Gesellschaft mindestens 25 Prozent beträgt und ein Nennkapital von mindestens 50.000 Euro umfasst.

## Privatrechtliche Unternehmen mit Geschäftstätigkeit
| Firma                                                                                | Rechtsform    | Sitz              | Beteiligungsführung | Anteil unmittelbar in % | Anteil mittelbar oder unmittelbar durch Sondervermögen | Anteil mittelbar oder unmittelbar durch Sondervermögen | Weitere Informationen |
| Firma                                                                                | Rechtsform    | Sitz              | Beteiligungsführung | Anteil unmittelbar in % | in %                                                   | vermittelt durch                                       | Weitere Informationen |
| ------------------------------------------------------------------------------------ | ------------- | ----------------- | ------------------- | ----------------------- | ------------------------------------------------------ | ------------------------------------------------------ | --- |
| 50Hertz Transmission                                                                 | GmbH          | Berlin            | BMWK                | –                       | 20 %                                                   | KfW                                                    | |
| Agentur für Innovation in der Cybersicherheit (Cyberagentur)                         | GmbH          | Halle (Saale)     | BMI und BMVg        | 100 %                   | −                                                      | –                                                      | |
| ALDB                                                                                 | GmbH          | Berlin            | BMI                 | 100 %                   | –                                                      | –                                                      | über BDBOS |
| Airbus                                                                               | SE            | Leiden            | BMWK                | –                       | 10,9 %                                                 | GZBV                                                   | |
| Autobahn GmbH des Bundes                                                             | GmbH          | Berlin            | BMDV                | 100 %                   | –                                                      | –                                                      | |
| Bayreuther Festspiele                                                                | GmbH          | Bayreuth          | BKM                 | 29 %                    | –                                                      | –                                                      | 29 % Bayern, 13 % Bayreuth, 29 % Gesellschaft der Freunde von Bayreuth                                                         |
| Berliner Energieagentur                                                              | GmbH          | Berlin            |                     |                         | 25 %                                                   | KfW                                                    | |
| BGZ Gesellschaft für Zwischenlagerung                                                | GmbH          | Essen             | BMU                 | 100 %                   | –                                                      | –                                                      | |
| BGE TECHNOLOGY                                                                       | GmbH          | Peine             | BMU                 | 100 %                   | –                                                      | –                                                      | |
| Brückeninstitut DREI                                                                 | AG            |                   |                     | –                       | 100 %                                                  | Restrukturierungsfonds für Institute (RSF)             | |
| Bundesagentur für Sprunginnovationen (SprinD)                                        | GmbH          | Leipzig           | BMWK und BMBF       | 100 %                   | –                                                      | –                                                      | |
| Bundesdruckerei Gruppe                                                               | GmbH          | Berlin            | BMF                 | 100 %                   | –                                                      | –                                                      | |
| Bundesgesellschaft für Endlagerung                                                   | GmbH          | Peine             | BMU                 | 100 %                   | –                                                      | –                                                      | |
| Bundesrepublik Deutschland – Finanzagentur                                           | GmbH          | Frankfurt am Main | BMF                 | 100 %                   | –                                                      | –                                                      | |
| BVVG Bodenverwertungs- und -verwaltungs                                              | GmbH          | Berlin            | BMF                 | 100 %                   | –                                                      | –                                                      | über Bundesanstalt für Immobilienaufgaben (BImA)                                                                               |
| Bw Bekleidungsmanagement                                                             | GmbH          | Köln              | BMVg                | 100 %                   | –                                                      | –                                                      | |
| BwConsulting                                                                         | GmbH          | Köln              | BMVg                | 100 %                   | –                                                      | –                                                      | |
| BwFuhrparkService                                                                    | GmbH          | Troisdorf         | BMVg                | 75,1 %                  | 24,9 %                                                 | Deutsche Bahn                                          | |
| BWI                                                                                  | GmbH          | Meckenheim        | BMVg                | 100 %                   | –                                                      | –                                                      | |
| CISPA – Helmholtz-Zentrum für Informationssicherheit                                 | gGmbH         | Saarbrücken       | BMBF                | 90 %                    | –                                                      | –                                                      | 10 % werden vom Saarland gehalten                                                                                              |
| Commerzbank                                                                          | AG            | Frankfurt am Main | BMF                 | –                       | 15,6 %                                                 | SoFFin                                                 | |
| coparion                                                                             | GmbH & Co. KG | Köln              | BMWK                | –                       | 65,467 %                                               | ERP-Sondervermögen                                     | 16,357 % KfW Capital, 18,175 % EIB                                                                                             |
| CureVac                                                                              | N.V.          | Tübingen          | BMWK                | –                       | 15,98 %                                                | KfW                                                    | |
| DBFZ Deutsches Biomasseforschungszentrum                                             | gGmbH         | Leipzig           | BMEL                | 100 %                   | –                                                      | –                                                      | |
| DEGES Deutsche Einheit Fernstraßenplanungs- und -bau                                 | GmbH          | Berlin            | BMDV                | 29,08 %                 | –                                                      | –                                                      | je 5,91 % die Länder außer BY, NI, RP, SL                                                                                      |
| DeepTech & Climate Fonds                                                             | GmbH & Co. KG | Bonn              | BMWK                | –                       | 100 %                                                  | ERP-Sondervermögen                                     | |
| Deutsche Akkreditierungsstelle (DAkkS)                                               | GmbH          | Berlin            | BMWK                | 33,3 %                  | –                                                      | –                                                      | Je 33,3 % Länder (BY, HH und NW) und BDI                                                                                       |
| Deutsche Bahn                                                                        | AG            | Berlin            | BMDV                | 100 %                   | –                                                      | –                                                      | |
| Deutsche Energie-Agentur (dena)                                                      | GmbH          | Berlin            | BMWK                | 50 %                    | 26 %                                                   | KfW                                                    | 24 % dena |
| Deutsche Gesellschaft für Internationale Zusammenarbeit                              | GmbH          | Bonn und Eschborn | BMZ                 | 100 %                   | –                                                      | –                                                      | |
| Deutsche Investitions- und Entwicklungsgesellschaft                                  | GmbH          | Köln              |                     |                         | 100 %                                                  | KfW                                                    | |
| Deutsche Lufthansa                                                                   | AG            | Köln              | BMWK                | –                       | 14,09 %                                                | Wirtschaftsstabilisierungsfonds                        | |
| Deutsche Post                                                                        | AG            | Bonn              | BMF                 | –                       | 20,488 %                                               | KfW                                                    | 79,512 % Streubesitz |
| Deutsche Telekom                                                                     | AG            | Bonn              | BMF                 | 13,83 %                 | 16,63 %                                                | KfW                                                    | 69,54 % Streubesitz |
| Deutsches Evaluierungsinstitut der Entwicklungszusammenarbeit (DEval)                | gGmbH         | Bonn              | BMZ                 | 100 %                   | –                                                      | –                                                      | |
| Deutsches Zentrum für Hochschul- und Wissenschaftsforschung                          | GmbH          |                   | BMBF                | 70,37 %                 |                                                        |                                                        | 29,63 % Länder |
| DigitalService GmbH des Bundes                                                       | GmbH          | Berlin            | BMI                 | 100 %                   | –                                                      | –                                                      | |
| Deutsches Primatenzentrum                                                            | GmbH          | Göttingen         | BMBF                | 50 %                    | –                                                      | –                                                      | 50 % Niedersachsen, Leibniz-Institut für Primatenforschung                                                                     |
| DFS Deutsche Flugsicherung GmbH (DFS)                                                | GmbH          | Langen            | BMDV                | 100 %                   | –                                                      | –                                                      | |
| Engagement Global                                                                    | gGmbH         | Bonn              | BMZ                 | 100 %                   | –                                                      | –                                                      | |
| Europäischer Investitionsfonds                                                       |               | Luxemburg         |                     | –                       | 2,27 %                                                 | KfW                                                    | |
| EWN Entsorgungswerk für Nuklearanlagen                                               | GmbH          | Rubenow           | BMF                 | 100 %                   | –                                                      | –                                                      | |
| Fernleitungs-Betriebsgesellschaft                                                    | GmbH          | Bonn              | BMVg                | 51 %                    | –                                                      | –                                                      | 49 % TanQuid Betriebsführungsges. mbH                                                                                          |
| Finanzierungs- und Beratungsgesellschaft                                             | GmbH          | Berlin            |                     | –                       | 100 %                                                  | KfW                                                    | |
| FIZ Karlsruhe – Leibniz-Institut für Informationsinfrastruktur                       | GmbH          | Karlsruhe         | BMBF                | 50 %                    | –                                                      | –                                                      | 30,434 % Baden-Württemberg, 6 weitere zu je 3,261 %                                                                            |
| Flughafen Berlin Brandenburg                                                         | GmbH          | Berlin            | BMDV                | 26 %                    | –                                                      | –                                                      | 37 % Berlin, 27 % Brandenburg                                                                                                  |
| Flughafen Köln/Bonn                                                                  | GmbH          | Köln              | BMDV                | 30,94 %                 | –                                                      | –                                                      | 31,115 % Köln, 30,94 % NRW, 6,062 % Stadtwerke Bonn, 0,591 % Rhein-Sieg-Kreis, 0,351 % Rheinisch-Bergischer Kreis              |
| Flughafen München                                                                    | GmbH          | München-Flughafen | BMDV                | 26 %                    | –                                                      | –                                                      | 51 % Bayern, 23 % München |
| Flughafenkoordination Deutschland                                                    | GmbH          | Frankfurt am Main | BMDV                | 100 %                   | –                                                      | –                                                      | |
| FMS VV                                                                               | GmbH          |                   |                     | –                       | 100 %                                                  | SoFFin                                                 | |
| Forschungszentrum Jülich                                                             | GmbH          | Jülich            | BMBF                | 90 %                    | –                                                      | –                                                      | 10 % Nordrhein-Westfalen |
| Futurium                                                                             | gGmbH         | Berlin            | BMBF                | 86 %                    |                                                        |                                                        | 14 weitere Teilhaber zu je 1 %                                                                                                 |
| Gästehaus Petersberg                                                                 | GmbH          | Königswinter      | BMF                 | 100 %                   | –                                                      | –                                                      | über Bundesanstalt für Immobilienaufgaben (BImA)                                                                               |
| German Institute of Development and Sustainability (IDOS)                            | gGmbH         | Bonn              | BMZ                 | 75 %                    | –                                                      | –                                                      | 25 % Nordrhein-Westfalen, Ministerium für Kultur und Wissenschaft                                                              |
| Germany Trade and Invest – Gesellschaft für Außenwirtschaft und Standortmarketing    | GmbH          | Berlin            | BMWK                | 100 %                   | –                                                      | –                                                      | |
| Gesellschaft für Anlagen- und Reaktorsicherheit                                      | gGmbH         | Köln              | BMU                 | 46,16 %                 | –                                                      | –                                                      | je 3,85 % Bayern und Nordrhein-Westfalen, je 15,37 % TÜV Süd und Nord, 11,55 % TÜV Rheinland, 3,85 % TÜV Saarland              |
| Gesellschaft für Telematikanwendungen der Gesundheitskarte (gematik)                 | GmbH          | Berlin            | BMG                 | 51 %                    | –                                                      | –                                                      | |
| Gesellschaft zur Entsorgung von chemischen Kampfstoffen und Rüstungsaltlasten (GEKA) | GmbH          | Munster           | BMVg                | 100 %                   | –                                                      | –                                                      | |
| GSI Helmholtzzentrum für Schwerionenforschung                                        | GmbH          | Darmstadt         | BMBF                | 90 %                    | –                                                      | –                                                      | 8 % Hessen, 1 % Rheinland-Pfalz, 1 % Thüringen                                                                                 |
| Helmholtz Zentrum München                                                            | GmbH          | Oberschleißheim   | BMBF                | 90 %                    | –                                                      | –                                                      | 10 % Bayern |
| Helmholtz-Zentrum Berlin für Materialien und Energie                                 | GmbH          | Berlin            | BMBF                | 90 %                    | –                                                      | –                                                      | 10 % Berlin |
| Helmholtz-Zentrum für Infektionsforschung                                            | GmbH          | Braunschweig      | BMBF                | 90 %                    | –                                                      | –                                                      | 8 % Niedersachsen, 1 % Saarland, 1 % Bayern                                                                                    |
| Helmholtz-Zentrum für Umweltforschung – UFZ                                          | GmbH          |                   | BMBF                | 90 %                    | –                                                      | –                                                      | 5 % Sachsen, 5 % Sachsen-Anhalt                                                                                                |
| Helmholtz-Zentrum Hereon                                                             | GmbH          | Geesthacht        | BMBF                | 70,62 %                 | –                                                      | –                                                      | 24,375 % Ges. z. Förderung der HZG e. V., 2,5 % Schleswig-Holstein, 1,25 % Hamburg, 0,625 % Niedersachsen, 0,625 % Brandenburg |
| Hensoldt                                                                             | AG            | Taufkirchen       | BMVg                | –                       | 25,1 %                                                 | KfW                                                    | |
| High-Tech Gründerfonds                                                               | GmbH & Co. KG | Bonn              | BMWK                | –                       | 88,24 %                                                | ERP-Sondervermögen                                     | |
| High-Tech Gründerfonds II                                                            | GmbH & Co. KG | Bonn              | BMWK                | –                       | 72,37 %                                                | ERP-Sondervermögen                                     | |
| High-Tech Gründerfonds III                                                           | GmbH & Co. KG | Bonn              | BMWK                | –                       | 53,22 %                                                | ERP-Sondervermögen                                     | |
| High-Tech Gründerfonds IV                                                            | GmbH & Co. KG | Bonn              | BMWK                | –                       | 100 %                                                  | ERP-Sondervermögen                                     | |
| HIL Heeresinstandsetzungslogistik                                                    | GmbH          | Bonn              | BMVg                | 100 %                   | –                                                      | –                                                      | |
| Hypo Real Estate Holding                                                             | GmbH          | München           |                     | –                       | 100 %                                                  | SoFFin                                                 | |
| Instex                                                                               | SAS           | Paris             | AA                  | 27,97 %                 | –                                                      | –                                                      | |
| Internationale Mosel-Gesellschaft                                                    | GmbH          | Trier             | BMDV                | 49,02 %                 | –                                                      | –                                                      | |
| juris – Juristisches Informationssystem für die Bundesrepublik Deutschland           | GmbH          | Saarbrücken       | BMJ                 | 50,01 %                 | –                                                      | –                                                      | 45,329 % Lefebvre Sarrut S.A., 4,659 % sonstige                                                                                |
| KfW IPEX-Bank                                                                        | GmbH          | Frankfurt am Main | BMF                 | –                       | 100 %                                                  | KfW                                                    | |
| Kreditanstalt für Wiederaufbau                                                       |               |                   |                     | –                       | 32,814 %                                               | ERP-Sondervermögen                                     | |
| Kulturveranstaltungen des Bundes in Berlin GmbH (KBB)                                | GmbH          | Berlin            | BKM                 | 100 %                   | –                                                      | –                                                      | |
| Kunst- und Ausstellungshalle der Bundesrepublik Deutschland                          | GmbH          | Bonn              | BKM                 | 60,98 %                 | –                                                      | –                                                      | alle Länder zu je 2,439 % |
| Lausitzer und Mitteldeutsche Bergbau-Verwaltungsgesellschaft                         | GmbH          | Senftenberg       | BMF                 | 100 %                   | –                                                      | –                                                      | |
| Meyer Werft                                                                          | GmbH          | Papenburg         | BMWK                | 40,4 %                  |                                                        |                                                        | 40,4 % Niedersachsen |
| NOW GmbH Nationale Organisation Wasserstoff- und Brennstoffzellentechnologie         | GmbH          | Berlin            | BMDV                | 100 %                   | –                                                      | –                                                      | |
| PD – Berater der öffentlichen Hand                                                   | GmbH          | Berlin            | BMF                 | 17,31 %                 | 0,2 %                                                  | BImA                                                   | |
| Rundfunk-Orchester und -Chöre                                                        | gGmbH         | Berlin            | BKM                 | 35 %                    | –                                                      | –                                                      | 40 % werden vom Deutschlandradio, 20 % von Berlin, 5 % vom rbb gehalten                                                        |
| Sachverständigenrat für Integration und Migration (SVR)                              | gGmbH         | Berlin            | BMI                 | 100 %                   | –                                                      | –                                                      | |
| SEFE Securing Energy for Europe (ehem. Gazprom Germania)                             | GmbH          | Berlin            | BMWK                | –                       | 100 %                                                  | SEEHG Securing Energy for Europe Holding GmbH          | |
| Stiftung Deutsch-Russischer Jugendaustausch                                          | gGmbH         | Hamburg           | BMFSFJ              | 35 %                    | –                                                      | –                                                      | 25 % Robert Bosch Stiftung, 25 % Ost-Ausschuss der Deutschen Wirtschaft, 15 % Hamburg                                          |
| Toll Collect                                                                         | GmbH          | Berlin            | BMDV                | 100 %                   | –                                                      | –                                                      | |
| Transit Filmgesellschaft                                                             | GmbH          | München           | BKM                 | 100 %                   | –                                                      | –                                                      | |
| Uniper                                                                               | SE            | Düsseldorf        | BMWK                | 99,12 %                 | –                                                      | –                                                      | |
| VEBEG                                                                                | GmbH          | Frankfurt am Main | BMF                 | 100 %                   | –                                                      | –                                                      | |
| WIK Wissenschaftliches Institut für Infrastruktur und Kommunikationsdienste          | GmbH          | Bad Honnef        | BMWK                | 100 %                   | –                                                      | –                                                      | |
| Wismut                                                                               | GmbH          | Chemnitz          | BMWK                | 100 %                   | –                                                      | –                                                      | |
| Wissenschaftszentrum Berlin für Sozialforschung                                      | gGmbH         | Berlin            | BMBF                | 75 %                    | –                                                      | –                                                      | 25 % werden vom Land Berlin gehalten                                                                                           |
| Zentrum Digitale Souveränität (ZenDiS)                                               | GmbH          | Bochum            | BMI                 | 100 %                   |                                                        |                                                        | |
| Zentrale Stelle zur Abrechnung von Arzneimittelrabatten                              | GmbH          |                   | BMI                 | 10 %                    | –                                                      | –                                                      | 50 % Verband der Privaten Krankenversicherung, je 10 % BY, NI, NW, RP                                                          |
| Zentrum für Internationale Friedenseinsätze (ZIF)                                    | gGmbH         | Berlin            | AA                  | 100 %                   | –                                                      | –                                                      | |
| Zukunft-Umwelt-Gesellschaft                                                          | gGmbH         | Bonn              | BMU                 | 100 %                   | –                                                      | –                                                      | |

## Beteiligungen ohne Geschäftstätigkeit
- EXPO 2000 Hannover GmbH i. L., BMWK, 50 %
- Deutsche Bauernsiedlung – Deutsche Gesellschaft für Landentwicklung GmbH, BMEL, 23,34 %
- Genossenschaft Höhenklinik Valbella Davos, BMAS, 100 %

## Wirtschaftlich agierende bundesunmittelbare Anstalten des öffentlichen Rechts
- Bundesanstalt für Immobilienaufgaben
- Bundesanstalt für vereinigungsbedingte Sonderaufgaben
- Kreditanstalt für Wiederaufbau

## Genossenschaften
Der Bund hält Anteile an 16 eingetragenen Genossenschaften unter Beteiligungsführung des Bundesministeriums der Finanzen.
| Name                                                           | Anteil |
| -------------------------------------------------------------- | ------ |
| Bau- und Siedlungsgenossenschaft Eutin                         | 0,74 % |
| Baugenossenschaft Aschendorf-Hümmling                          | 1,82 % |
| Baugenossenschaft Holstein                                     | 1,02 % |
| Baugenossenschaft Mittelholstein                               | 0,03 % |
| Baugenossenschaft Neustadt/H.                                  | 91 %   |
| Baugenossenschaft Rhein-Lahn                                   | 1,22 % |
| Baugenossenschaften Langen                                     | 1,09 % |
| Flensburger Arbeiter-Bauverein                                 | 2,04 % |
| Gemeinnütziger Bauverein Wunstorf                              | 0,36 % |
| Genossenschaftliches Wohnungsunternehmen Eckernförde           | 1,56 % |
| GEWOBA Nord BG, Schleswig                                      | 0,06 % |
| Kreisbaugenossenschaft Calw                                    | 5 %    |
| Obersteiner Baugenossenschaft, Idar-Oberstein                  | 1,96 % |
| Selbsthilfe-Bauverein – SBV Flensburg                          | 0,13 % |
| Vereinigte Wohnstätten 1889                                    | 0,44 % |
| Wankendorfer Baugenossenschaft für Schleswig-Holstein, Itzehoe | 0,05 % |

## Baugesellschaften des Bundeseisenbahnvermögens
Das Bundeseisenbahnvermögen hält Anteile an 24 Bau-, Siedlungs-, Wohnungs- und Wohnungsbaugesellschaften mbH und einer gGmbH in Höhe von jeweils 5,06 bis 5,15 Prozent.
- Baugesellschaft Bayern
- Bundesbahn-Wohnungsbaugesellschaft Kassel
- Bundesbahn-Wohnungsbaugesellschaft Regensburg
- BWG Frankfurt am Main Bundesbahn-Wohnungsbaugesellschaft
- Eisenbahn-Siedlungsgesellschaft Stuttgart (gGmbH)
- Eisenbahn-Wohnungsbau-Gesellschaft Köln
- Eisenbahn-Siedlungs-Gesellschaft Berlin
- Eisenbahn-Siedlungsgesellschaft Augsburg (Siegau)
- Eisenbahn-Wohnungsbau-Gesellschaft Karlsruhe
- Eisenbahn-Wohnungsbaugesellschaft Nürnberg
- Gemeinnützige Eisenbahn-Wohnungsbaugesellschaft Wuppertal
- GWN Gemeinnützige Wohnungsgesellschaft Nordwestdeutschland
- „Siege“ Siedlungsgesellschaft für das Verkehrspersonal Mainz
- Vestische Wohnungsgesellschaft
- WOGE Saar Wohnungsgesellschaft Saarland
- Wohnungsbau Niedersachsen
- Wohnungsgesellschaft Norden
- Wohnungsgesellschaft Ruhr-Niederrhein